# Pellenes ostrinus
Pellenes ostrinus är en spindelart som först beskrevs av Simon 1868.  Pellenes ostrinus ingår i släktet Pellenes och familjen hoppspindlar. Inga underarter finns listade i Catalogue of Life.